# جرمين تيلور
جرمين تيلور (بالإنجليزية: Jermaine Taylor)‏ هو لاعب كرة قدم جامايكي ، مواليد 14 يناير 1985م، يلعب في نادي هيوستن دينامو الأمريكي، ومثل منتخب جامايكا لكرة القدم في بطولة كوبا أمريكا 2015 التي أقيمت في تشيلي .

## روابط خارجية
- جرمين تيلور على موقع الدوري الأمريكي (الإنجليزية)
- جرمين تيلور على موقع قاعدة بيانات كرة القدم.إي يو (الإنجليزية)
- جرمين تيلور على موقع ناشيونال فوتبول تيمز (الإنجليزية)
- جرمين تيلور على موقع Soccerway.com (الإنجليزية)
- جرمين تيلور على موقع عالم كرة القدم.نت (الإنجليزية)
- جرمين تيلور على موقع AS.com (الإسبانية)